# Verband Iranischer Hochschullehrer und Akademiker in Deutschland
Der Verband Iranischer Hochschullehrer und Akademiker in Deutschland (VIHA) wurde im November 1989 gegründet und hat die Förderung der wissenschaftlichen und kulturellen Beziehungen zwischen Deutschland und dem Iran zum Ziel.

## Zweck des Verbandes
Die konkreten Ziele des Verbandes lassen sich folgendermaßen zusammenfassen:
1. Unterstützung der wissenschaftlich interessierten Kräfte im Iran; insbesondere durch die Förderung der Lehrtätigkeit deutscher und in Deutschland lebender iranischer Hochschullehrer sowie Akademiker im Iran.
2. Hilfeleistung bei Errichtung und Ausbau von wissenschaftlichen Institutionen im Iran.
3. Austausch wissenschaftlich relevanter Erkenntnisse durch Veranstaltung von Kongressen und Förderung der Teilnahme iranischer Hochschullehrer und Akademiker an wissenschaftlichen Veranstaltungen in Deutschland.
4. Unterstützung iranischer Studenten in Deutschland.
5. Unterstützung bei der Veröffentlichung wissenschaftlicher Arbeiten in fachspezifischen iranischen Zeitschriften.
6. Hilfeleistung bei der Wiederintegration in Deutschland ausgebildeter Akademiker in den Iran.
7. Hilfe in Katastrophenfällen und -gebieten.

## Aktivitäten
Wissenschaftliche Seminare
Es werden regelmäßig Tagungen, z. B. zu medizinischen Themen, Technologie, Umweltproblemen und Kultur veranstaltet.
Fachkonferenzen
Im Oktober 2013 wurde zum ersten Mal eine Fachkonferenz zum Thema Informationstechnologien, in Zusammenarbeit mit der IT- und Managementberatung axxessio, abgehalten. Die Veranstaltung brachte internationale IT-Experten aus den Bereichen Wissenschaft und Industrie mit iranischer Abstammung zusammen und ermöglichte den Gedankenaustausch zu aktuellen IT-Themen.
Gruppenreisen in den Iran
Die Gruppenreisen der VIHA-Mitglieder in den Iran dienen vor allem dazu, Kontakte zu einheimischen Wissenschaftlern zu knüpfen, den Stand von Bildung und Forschung im Land kennenzulernen sowie den wissenschaftlichen Austausch zu intensivieren.
Humanitäre und gemeinnützige Aktionen
Zur Hilfeleistung in Notsituation verschickt VIHA Medikamente und bietet ärztliche Behandlung und Beratung. Darüber hinaus verschenkt der Verband technische und medizinische Gerätschaften an gemeinnützige und wissenschaftliche Institutionen, bietet Studienbeihilfen und unterstützt mit Hilfsmaßnahmen nach Erdbebenkatastrophen sowie bei der Errichtung von Ärztehäusern.

## Vorstand des Verbandes
Folgende Mitglieder des VIHA gehören dem Vorstand an:
- Goodarz Mahbobi – Vorstandsvorsitzender
- Nosrat Firusian – Ehrenpräsident
- Omid Abbaspour-Fany – Stellvertretender Vorstandsvorsitzender
- Naeimeh Rezaei Kalaj – Kassenwartin
- Firooz Sohrabi – Schriftführer
- Pouyan Khatami – Koordinator Öffentlichkeitsarbeit
- Nasim Heidarinejad – Beisitzer